# Caladium ternatum
Caladium ternatum är en kallaväxtart som beskrevs av Michael T. Madison. Caladium ternatum ingår i släktet Caladium och familjen kallaväxter. Inga underarter finns listade.